# Nudina nubilosa
Nudina nubilosa là một loài bướm đêm thuộc phân họ Arctiinae, họ Erebidae.